# Haruspex modestus
Haruspex modestus là một loài bọ cánh cứng trong họ Cerambycidae.